# Diecezja Sjunik
Diecezja Sjunik – diecezja Apostolskiego Kościoła Ormiańskiego z siedzibą w Goris w Armenii.
Aktualnym administratorem (locum tenens) diecezji jest ks. Makar Hakobian (według stanu na 2022).